# Honguemare-Guenouville
Honguemare-Guenouville é uma comuna francesa na região administrativa da Normandia, no departamento de Eure. Estende-se por uma área de 9,29 km². Em 2010 a comuna tinha 711 habitantes (densidade: 76,5 hab./km²).